# 法国居民点 (路易斯安那州)
法国居民点（英語：French Settlement），是美国路易斯安那州下属的一座村镇。根据2010年美国人口普查，该市有人口1,116人。建置上，属于“village”。